# Lycomormium fiskei
Lycomormium fiskei là một loài thực vật có hoa trong họ Lan. Loài này được H.R.Sweet mô tả khoa học đầu tiên năm 1974.